# Ill Repute
Az Ill Repute 1981-ben, a kaliforniai Oxnardban alakult amerikai punkegyüttes. A hardcore műfaj népszerűsítéséért nagy mértékben felelősek. Hardcore punk és skate punk műfajokban is játszanak. Lemezkiadóik: Mystic Records, Dr. Strange Records, Mankind Records. 
2014-ben dokumentumfilm készült róluk, illetve könyvet írtak róluk.[forrás?]
Több lemezt is megjelentettek már pályafutásuk alatt.

## Tagok
- John Phaneuf - ének
- Tony Cortez - gitár
- Jimmy Callahan - basszusgitár
- Carl Valdez - dobok

## Diszkográfia[1]
- Oxnard - Land of No Toilets 7", Mystic 1983 M33129
- It Came from Slimey Valley, V/A, LP Ghetto Way 1983 GTO33001
- Rodney on the Roq: Volume 3, V/A, LP 1983 Posh Boy PBS 140
- We Got Power - Party or Go Home, V/A, LP Mystic 1983 MLP33125
- What Happens Next 12", Mystic 1984 M124518
- Nardcore Compilation LP, Mystic 1984 MLP33135
- Halloween Live at Mystic 7", Mystic 1984 M7EP140
- Halloween Live at Mystic 2 7” Mystic 1984 M7EP141
- Mystic Sampler 1, V/A, LP Mystic 1984 MLP33126
- COPulation - The Sound of Hollywood, V/A, Mystic 1984 MLP33128
- Covers, V/A, LP Mystic 1985 MLP33132
- Let’s Die, V/A LP Mystic 1985 MLP33131
- Mystic Sampler 2, V/A LP Mystic 1985 MLP33127
- Mystic Super Seven Sampler 1, V/A, 7", Mystic 1985 M7EP139
- We Got Power 2 - Party Animal, V/A LP Mystic 1985 MLP33137
- Omelette LP, Mystic 1985 MLP33139
- Mystic Sampler 3, V/A LP Mystic 1986 MLP33147
- Mystic Super Seven Sampler LP 12" Mystic 1987 MLP33140
- Transition LP, Mystic 1989 MLP33170
- Big Rusty Balls CD, Dr. Strange Records 1994 DSR16
- "One Big Happy Slam Pit, V/A, LP Spider Club Music 1996 SCM40002-1
- Localism... A Comp of Bands from the Oxnard, California Area, V/A LP It’s Alive Records 1996 IAR-4
- It's Only Fun Till Someone Gets Hurt! split 7" w/ Good Riddance, It's Alive Records 1997 IAR5
- Positive Charged CD, GTA 1997 GTA030
- BLEED CD, Edge Records 1997
- And Now... CD, Edge Records 1998
- As A Matter of Fact split CD w/ Good Riddance, The Almighty Trigger Happy, & Satanic Surfers, Bad Taste Records 1998 BTR22 and Fearless Records FO35
- City Rockers: A Tribute to the Clash, V/A CD CHORD Records 1999 CR30
- "Absolute Pleasure: A Tribute to Rocky Horror, V/A, Center of the World Records 1999 COTW004
- We’ll Get Back at Them Indecision Records 1999 IND18.5,
- What Happened Then? Mystic Records CD 2000 MCD182, CD,LP 2008
- LIVE CD, Let Them Eat Records 2005 LTER2495-4
- Welcome to the Neighborhood Compilation CD, Let Them Eat Records 2005 LTER2495-3
- Nardcore - 30 Years Later V/A, LP/CD, Burning Tree Records 2009 BTR13
- Best of Ill Repute CD Mystic 2011 MCD169
- The 1982 Demos LP Mankind Records 2015 MKD11